# Celui que j'aime (chanson)
Pour la chanson de France Gall, voir Celui que j'aime (chanson de France Gall). Pour le manga, voir Celui que j'aime.
Singles de Mireille Mathieu
Paris en colère
(1966) Quand tu t'en iras
(1967)
Pistes de En direct de l'Olympia (1966)
Mon credo Est-ce que tu m'aimeras
Celui que j'aime est une chanson de Mireille Mathieu de 1966. Cette chanson se trouve sur son quatrième 45 tours.

## Dans la culture
- Dans le film L'Art de la fugue de Brice Cauvin sorti en 2015, Agnès Jaoui et Benjamin Biolay visionnent sur un écran d'ordinateur l'archive d'une émission télévisée du 15 mai 1973, Top à Charles Aznavour. Dans cette émission Charles Aznavour sélectionne neuf de ses chansons qui seront interprétées en live par son invité et lui. Dans l'extrait de l'émission présent dans le film, l'invitée est Mireille Mathieu, et le titre interprété est Celui que j'aime[4]. La séquence visionnée dans le film est disponible sur ce lien. L'orchestre accompagnant les chanteurs est dirigé par Pierre Porte.